# Supercoppa Sammarinese 2021
La Supercoppa Sammarinese 2021 è stata la 35ª edizione di tale competizione, che si è disputata allo Stadio comunale di Acquaviva l'11 settembre 2021, alla quale hanno preso parte la vincitrice del Campionato Sammarinese 2020-2021, Folgore, e la detentrice della Coppa Titano 2020-2021, La Fiorita. La Fiorita ha vinto la competizione, conquistando il suo sesto trofeo.

## Le squadre
| Squadre    | Qualificazione                                 | Partecipazioni precedenti (il grassetto indica la vittoria)           |
| ---------- | ---------------------------------------------- | --------------------------------------------------------------------- |
| Folgore    | Vincitore del Campionato Sammarinese 2020-2021 | 4 (1994, 1997, 2000, 2015)                                            |
| La Fiorita | Vincitrice della Coppa Titano 2020-2021        | 11 (1986, 1987, 1996, 1997, 2007, 2012, 2013, 2014, 2016, 2017, 2018) |

## Tabellino
| Arbitro: | Cenci |

|                          |           |                                    |
| Piscaglia 13’ Fedeli 49’ | Marcatori | 15’ Lunadei 66’ Rinaldi 77’ Errico |